# 喬加達克
喬加達克是伊朗的城市，位於該國西南部布什爾以東17公里，由布什爾省負責管轄，距離首府德黑蘭740公里，海拔高度14米，2006年人口16,425。